# Ellsworth Air Force Base
Ellsworth AFB é uma Região censo-designada localizada no estado norte-americano de Dakota do Sul, no Condado de Meade e Condado de Pennington.

## Demografia
Segundo o censo norte-americano de 2000, a sua população era de 4165 habitantes.

## Geografia
De acordo com o United States Census Bureau tem uma área de
4,9 km², dos quais 4,9 km² cobertos por terra e 0,0 km² cobertos por água.

## Localidades na vizinhança
O diagrama seguinte representa as localidades num raio de 16 km ao redor de Ellsworth AFB.